# 16975 Delamere
16975 Delamere (1998 YX29) là một tiểu hành tinh vành đai chính.